# Jolanda Elshof
Jolanda Elshof (Soest, 5 augustus 1975) is een voormalig Nederlandse volleyballer. Ze maakte deel uit van het nationale nationale volleybalteam van vrouwen.
Jolanda Elshof nam deel aan het FIVB-volleybal Dames Wereldkampioenschap van 1994, en won de Europese titel op het Europees Kampioenschap van 1995. Op clubniveau speelde ze bij Avero Olympus Sneek.

## Italië
Op 18 april 1998 won zij met het Italiaanse Biasca Vicenza de Italiaanse beker. Van 1998-1999 speelde ze voor Agil Trecante, het seizoen daarna kwam ze uit voor Moresci Vigevao.
Erna Brinkman · Marjolein de Jong · Jolanda Elshof · Riëtte Fledderus · Jerine Fleurke · Petra Groenland · Marrit Leenstra · Elles Leferink · Irena Machovcak · Ingrid Visser · Henriëtte Weersing · Bert Goedkoop (coach)